# Aeroportul Internațional Abdullahi Yusuf
Aeroportul Internațional Abdullahi Yusuf (IATA: GLK, ICAO: HCMR) este un aeroport din Mudug⁠(d), Somalia ce deservește zona Gaalkacyo. A fost numit după Abdullahi Yusuf Ahmed⁠(d).
Situat la o altitudine de 297 m, aeroportul dispune de o singură pistă.